# D304 (Aude)
De D304 is een departementale weg in het Zuid-Franse departement Aude. De weg verbindt Cavanac met Cazilhac en is ongeveer vier kilometer lang.